# Mycroft Holmes
Mycroft Holmes es un personaje ficticio creado por Arthur Conan Doyle como hermano mayor de Sherlock Holmes.

## Perfil
Mycroft, siete años mayor que Sherlock y muy parecido físicamente, si bien notoriamente más alto y voluminoso, posee poderes de deducción que incluso superan a los de su hermano, sin embargo no se dedica al trabajo de detective porque es incapaz de hacer el esfuerzo físico necesario para llegar a la conclusión de los casos. Así le describe su hermano:

"He dicho que es superior a mí en observación y deducción. Si el arte del detective comenzara y terminara en el razonamiento desde una butaca, mi hermano sería el mayor criminólogo que jamás haya existido. Pero no tiene ambición ni energía. Ni siquiera se desvía de su camino para verificar sus soluciones, y preferiría que se le considerase equivocado antes que tomarse la molestia de probar que estaba en lo cierto. Repetidas veces le he presentado un problema y he recibido una explicación que después ha demostrado ser la correcta. Y sin embargo, es totalmente incapaz de elaborar los puntos prácticos que deben dilucidarse antes de poder presentar un caso ante un juez o un jurado". Conan Doyle, El intérprete griego, 1893

Sus movimientos diarios se reducen al trayecto entre sus habitaciones, el Club Diógenes que él mismo cofundó y su trabajo en la administración británica. Su posición en el gobierno no queda clara, pero es de vital importancia, como describe Sherlock Holmes:

"Es preciso ser discreto cuando uno habla de los altos asuntos del Estado. Acierta usted con lo que está bajo el Gobierno británico. También acertaría en cierto sentido si dijese que, de cuando en cuando, el Gobierno británico es él. (...) Ocupa una posición única, que él mismo se ha creado. Hasta entonces no había nada que se le pareciese si volviera a haberlo. Mi hermano tiene el cerebro más despejado y más ordenado, con mayor capacidad para almacenar datos, que ningún otro ser viviente. Las mismas facultades que yo he dedicado al descubrimiento del crimen, él las ha empleado en esa otra actividad especial. Todos los departamentos ministeriales le entregan a él conclusiones, y él es la oficina central de intercambio, la cámara de compensación que hace el balance. Todos los demás hombres son especialistas en algo, pero la especialidad de mi hermano es saber de todo. Supongamos que un ministro necesita datos referentes a un problema que afectaba a la Marina, a la India, al Canadá y a la cuestión del bimetalismo; él podría conseguir los informes por separado de cada uno de los departamentos y sobre cada problema, pero únicamente Mycroft es capaz de enfocarlos todos, y de enviarle inmediatamente un informe sobre cómo cada uno de esos factores repercutiría en los demás. Empezaron sirviéndose de él como de un atajo, de una comodidad; ahora ha llegado a convertirse en cosa fundamental. Todo está sistemáticamente archivado en aquel gran cerebro suyo, y todo puede encontrarse y servirse en el acto. Una vez y otra han sido sus palabras las que han decidido la política nacional. Eso constituye para él su vida". Arthur Conan Doyle, Los planos del "Bruce-Partington", 1908.

Mycroft aparece o es mencionado en cuatro historias: El intérprete griego, El problema final, La casa deshabitada y Los planos del Bruce-Partington. El personaje es siempre un investigador sedentario, pasivo e indolente, que soluciona los casos basándose en ninguna prueba aparente y confiando en Sherlock para los detalles prácticos. De hecho, la absoluta falta de práctica de Mycroft a pesar de sus poderes deductivos está a punto de costar la vida al cliente de El intérprete griego.

## Adaptaciones posteriores
Mycroft Holmes ha sido interpretado en muchas ocasiones en las adaptaciones cinematográficas, televisivas y radiofónicas de las historias de Sherlock Holmes. Tiene un papel protagonista en la película de Billy Wilder The Private Life of Sherlock Holmes, donde es interpretado por Christopher Lee. 
También aparece como personaje principal en muchos pastiches sobre el detective, especialmente en lo que se refiere a su misterioso trabajo, en el que muchos autores han ahondado hasta hacerle responsable de los servicios secretos británicos, como Kim Newman en la serie The Man from the Diogenes Club y Anno Dracula y Alan Moore como un precursor de M en la novela gráfica The League of Extraordinary Gentlemen. Igualmente ocupa un lugar especial en el videojuego El caso de la rosa tatuada.
En la película Sherlock Holmes de 2009, Sherlock ofrece a Watson ir unos días a la casa de campo de su hermano Mycroft.
En la película Sherlock Holmes: Juego de sombras de 2011, secuela de la anterior, aparece Mycroft Holmes interpretado por el actor Stephen Fry.
Mark Gatiss interpreta al personaje en la serie Sherlock creada por la BBC en 2010.
Rhys Ifans interpreta al personaje en la serie Elementary, creada por la CBS en 2012.
Sam Claflin interpreta a Mycroft Holmes, el hermano de Enola y Sherlock e hijo de Eudoria en la película Enola Holmes.
- Datos: Q1616457
- Multimedia: Mycroft Holmes / Q1616457